# Lingue iraniche occidentali
Le lingue iraniche occidentali sono un ramo delle lingue iraniche.

## Classificazione
Secondo l'edizione 2009 di Ethnologue, la classificazione delle lingue iraniche occidentali è la seguente
- Lingue indoeuropee
  - Lingue indoiraniche
    - Lingue iraniche
      - Lingue iraniche occidentali
        - Lingue iraniche nordoccidentali
        - Lingue iraniche sudoccidentali